# A Retrospective
Albums de KRS-One
I Got Next
(1997) The Sneak Attack
(2001)
A Rétrospective est une compilation de KRS-One, sortie le 22 août 2000.
L'album s'est classé 62e au Top R&B/Hip-Hop Albums et 200e au Billboard 200.

## Contenu
La plupart des morceaux de l'album figuraient à l'origine sur des albums de Boogie Down Productions. Le titre Essays On BDP-ism est le dernier à avoir été produit par Scott La Rock avant son assassinat le 27 août 1987.

## Liste des titres
| No  | Titre                                       | Contient un (des) sample(s) de | Durée |
| --- | ------------------------------------------- | --- | ----- |
| 1.  | My Philosophy                               | Sister Sanctified de Stanley Turrentine | 5:36  |
| 2.  | I'm Still #1                                | Cramp Your Style d'All the People featuring Robert Moore | 5:09  |
| 3.  | South Bronx                                 | Funky Drummer de James Brown Get Up, Get Into It, Get Involved de James Brown Get Up Offa That Thing de James Brown Smokin Cheeba-Cheeba du Harlem Underground Band The Bridge de MC Shan                                            | 5:09  |
| 4.  | Sound of da Police                          | | 4:18  |
| 5.  | Love's Gonna Get'cha (Material Love)        | I've Been to the Mountain Top de Martin Luther King Rocket in the Pocket (Live) de Cerrone Love's Gonna Get You de Jocelyn Brown This Is Your Brain on Drugs du Partnership for a Drug-Free America Spring Ain't Here de Pat Metheny | 6:40  |
| 6.  | Step Into a World (Rapture's Delight)       | Rapture de Blondie | 4:50  |
| 7.  | You Must Learn                              | Super Sporm de Captain Sky | 3:51  |
| 8.  | Jack of Spades                              | Greedy G de Brentford All Stars | 4:50  |
| 9.  | The Bridge Is Over                          | Impeach the President des Honey Drippers It's Still Rock and Roll to Me de Billy Joel Murderer de Barrington Levy Boops de Super Cat                                                                                                 | 3:25  |
| 10. | Jimmy                                       | Let 'Em In des Wings Funk You Up de The Sequence | 4:11  |
| 11. | Criminal Minded                             | Different Strokes de Syl Johnson Hey Jude des Beatles Let's Get Small de Trouble Funk Yuh Face Look Good de Winston Hussey | 5:19  |
| 12. | Black Cop                                   | Armagideon Time de Willi Williams Gimme, Dat, (Woy) de Boogie Down Productions | 2:58  |
| 13. | MC's Act Like They Don't Know               | Yesterdays de Clifford Brown The Ballad of Jed Clampett de Flatt & Scruggs The Breaks de Kurtis Blow You Must Learn de Boogie Down Productions Hip-Hop vs. Rap de KRS-One                                                            | 4:55  |
| 14. | Why Is That?                                | H2Ogate Blues de Gil Scott-Heron et Brian Jackson Do It Baby de Redd Holt Unlimited Pussy Cat de Sylvia Robinson | 3:57  |
| 15. | Outta Here                                  | | 4:28  |
| 16. | Essays On BDP-ism (featuring Scott La Rock) | Sophisticated Cissy des Meters Uphill Peace of Mind de Kid Dynamite | 5:01  |